# Софоровые
Софо́ровые (лат. Sophoreae) — триба цветковых растений, относящаяся к подсемейству Мотыльковые (Faboideae) семейства Бобовые (Fabaceae).

## Описание
Большинство представителей трибы являются деревьями и кустарниками, реже встречаются травы и полукустарники. Листья непарно-перистосложные с прилистниками. иногда встречаются тройчатые или простые листья. Цветки собраны с метельчатые или кистевидные соцветия. Андроцей состоит из 10 тычинок, срастающимися в низу на четверть или половину длины. Семена плоские или сплюснуты. Эндосперм в семеннах присутствует, редко полностью отсутствует. Некоторые представители трибы содержат алкалоиды на основе спартеина, цитизина и матрина.

## Распространение
Встречаются преимущественно в тропических и субтропических районах Азии, Африки, Мадагаскара. В районы умеренного климата заходят только несколько видов. Немногочислены в Северной Америке. Многие виды этой трибы имеют реликтовые ареалы.

## Роды
Триба включает в себя следующие роды:
| - Acosmium Schott - Airyantha Brummitt - Alexa Moq. - Ammodendron Fisch. ex DC. - Amphimas Pierre ex Harms - Angylocalyx Taub. - Baphia Afzel. ex G.Lodd. — Бафия (к этому роду относится известное красильное растение Ангольское дерево — Baphia nitida) - Bolusanthus Harms - Bowdichia Kunth - Calia Berland. - Camoensia Welw. ex Benth. & Hook.f. - Castanospermum A.Cunn. ex Hook. — Каштаноспермум - Cladrastis Raf. - Clathrotropis (Benth.) Harms - Dalhousiea Wall. ex Benth. - Dicraeopetalum Harms - Diplotropis Benth. - Dussia Krug & Urb. ex Taub. - Guianodendron Sch.Rodr. & A.M.G.Azevedo - Haplormosia Harms - Leptolobium Vogel - Leucomphalos Benth. ex Planch. | - Luetzelburgia Harms - Maackia Rupr. - Monopteryx Spruce ex Benth. - Myrocarpus Allemao - Myrospermum Jacq. - Myroxylon L.f. — Мироксилон - Neoharmsia R.Vig. - Ormosia Jacks. - Panurea Spruce ex Benth. & Hook.f. - Pericopsis Thwaites - Petaladenium Ducke - Platycelyphium Harms - Sakoanala R.Vig. - Salweenia Baker f. - Sophora L. typus — Софора - Spirotropis Tul. - Styphnolobium Schott - Sweetia Spreng. - Uleanthus Harms - Uribea Dugand & Romero - Xanthocercis Baill. |

## Галерея

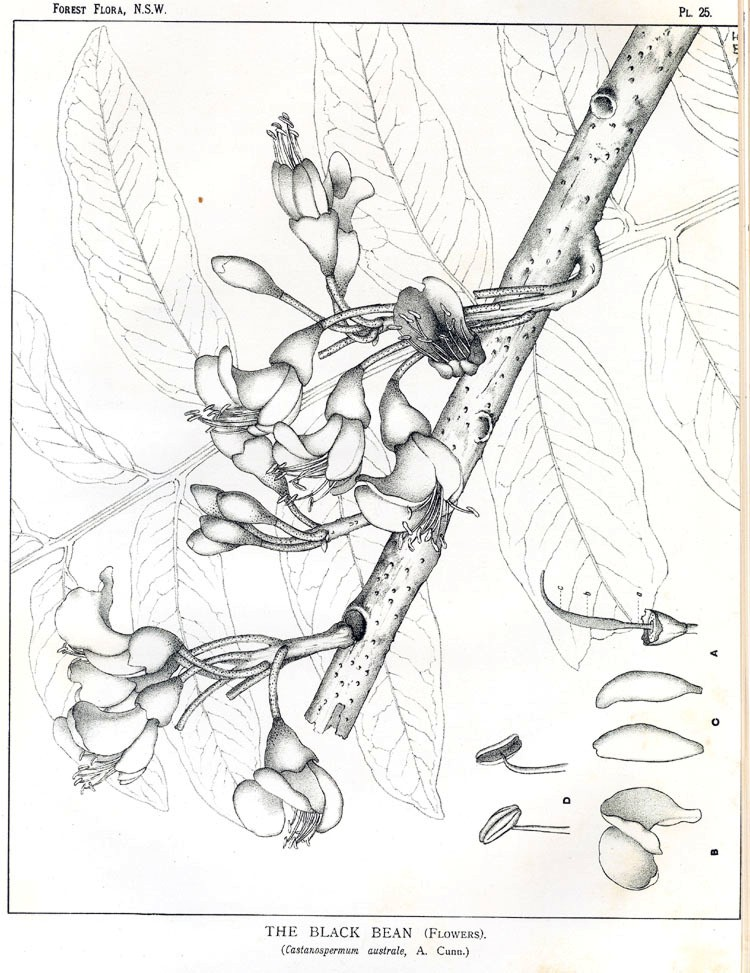
Castanospermum australe
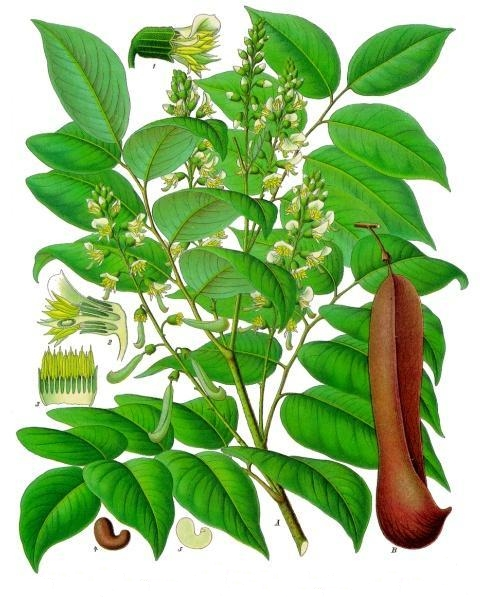
Myroxylon
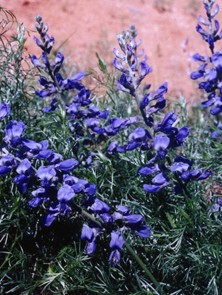
Sophora stenophylla
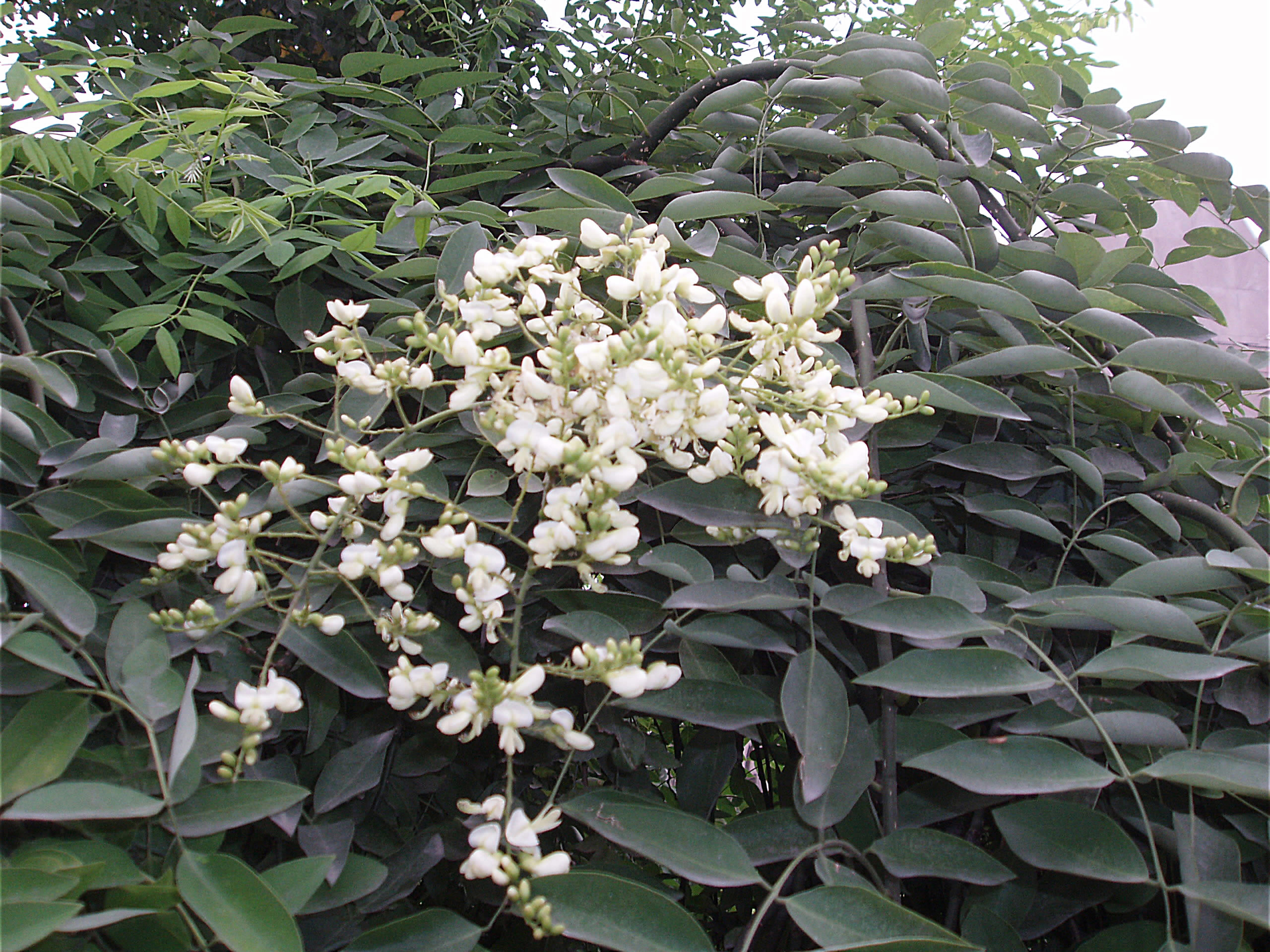
Styphnolobium